# Хистероскопија
Хистероскопија, утероскопија, метроскопија и интервентна хистероскопија су ендоскопске методе у гинекологији којима се врши испитивања унутрашњости цервикалног канала, грлића материце, матерничне шупљине и отвора туба. Поред могућности унутрашњег прегледа органа, ове методе пружа могућност узимања узорака ткива за биопсију, уклањања ендометријалних и цервикалних полипа, ресекције септума и прираслица, уклањања субмукозних и насцентних миома итд.
Хистероскопија је минимално инвазивна метода и углавном безболна а изводи се у локалној анестезији, или у општој/локалној ако се ради о интервентна хистероскопија. Сви обављени прегледи и интервенције се у хистероскопу уграђеном специјалном камеом снимају и региструју у компјутерској јединици апарата, тако да је резултат хистероскопије доступан на компакт диску за накнадне консултативне прегледе од стране лекара (гинеколог, патолога, судког вештака итд)

## Историјат
Назив методе потиче из грчког језика, и настала је од речи ύστέρα – материца и σκοπέω - гледам. Она је најстарија ендоскопска метода у гинекологији, коју су први почели да бримењију Вавилонци. 
Упркос давним почецима, хистероскопија се и у савременој клиничкој пракси свакодневно примењује тек последње две деценије 21. века, захваљујући великом технолошком напретку медицинских инструмената.

## Индикације, контраиндикације, компликације
Индикације
Као интервентна метода хистероскопија је суверена у биопсији, уклањању спирале, туморских процеса, полипа и слично, а ко дијагностичка метода за евалуацију:
- Обилног крварења из материце.
- Полипа ендометријума и грлића материце
- Аномалија материце
- Инфертилитета, или неплодност која се дефинише као немогућност остваривања трудноће у току годину дана нормалних сексуалних односа.
- Субмукозних и несцентних миома
- Синехија (прираслица унутар материце - Асерманов синдром)
- Проксималне опструкције јајовода
- Малигних обољења слузокоже, канала и грлића материце

Контраиндикације
Контраиндикације за хистероскопију су малобројне и углавном се своде на постојање трудноће и активних инфекција гениталног тракта (нпр колпитиса, аднекситиса, параметритиса итд). 
Компликације
Нежељени ефекти и компликације су описане у малом броју случајева и релативно су једноставне за лечење. Најчешћа компликације у току или након хистеректомије су:
- Материчне контракције (које пацијентица региструје као бол у доњем делу стомака).
- Хипотермија,
- Хиперхидрацијски синдром,
- Крварења,
- Дисеминација инфекције.

## Принцип рада
Интервенција је минимално инвазивна, уз употребу за ту намену специјално конструисаног хистероскопа. Не мора да се изводи у општој анестезији (изузев у појединим случајевима код интервентне хистероскопије).
Припрема пацијенткиње за хистероскопију подразумева бријање и апстиненцију од јела и пића у трајању од најмање 5 сати ако се интервенција изводи у општој анестезији. Пре прегледа обавезно треба уредити преглед вагиналног и цервикалног бриса. 
Оптимално време за извођење хистероскопије је први дан након престанка менструалног крварења. У зависност од индикација за хистороскопију, интервенција се може извршити и уз хормоналну припрему.
Пацијенткиња се прво поставља на гинеколошки сто у положај као за литотомију. После апликовање порциоадаптера (некада је потребно урадити и дилатацију цервикалног канала) увлачи се хистероскоп, а потом врши инсуфлација (удувавање) гаса под притиском, који шири материчну шупљину, или уз инстилацију течности, најчешће декстрана.

## Врсте хистероскопије
Хистероскопија може бити дијагностичка или интервентна-терапијска.

### Дијагностичка хистероскопија
Ова врста прегледа траје неколико минута и ради се амбулантно, у краткотрајној анестезији. Има за циљ:
- Испитивање узрока неплодности, због понављања спонтаних побачаја,
- Откривања узрока правилних и обилних менструалних крварења у перименопаузи и постменопаузи
- Контролу слузокоже материце код жена које узимају лек због карцинома дојке.
- Узорковање ткива слузокоже материце како би се спровела хистопатолошка анализа.

### Интервентна (терапеутска) хистероскопија
Ова терапеутска метода изводи се како би се оперативно лечио поремећај или болест унутар шупљине материце. Обично се ради у општој анестезији, али може и у краткотрајној локалној, зависно од дужине трајања планираног захвата. Наиме после визуелним прегледом обављене инспекције цервикалног канала, шупљине материце, утериних ушћа јајовода, могуће је инструментима специјално адаптираним, за ову врсту интервенције, извршити и интервенције у које спадају:
- Спаљивање слузокоже материце
- Одстрањивање полипа и миома који се налазе у шупљини материце
- Уклањање преграде или прираслица у материци
- Одстрањивање спирале која се не може уклонити на уобичајен начин.
- биопсија суспектних места слузокоже,

## Хистероскопија - галерија слика
- Грлић материце
- Десни остијум
- Матерична шупљина
- Леви остијум